# Thecla japola
Thecla japola är en fjärilsart som beskrevs av Jones 1912. Thecla japola ingår i släktet Thecla och familjen juvelvingar. Inga underarter finns listade i Catalogue of Life.